# 企画院事件
企画院事件（きかくいんじけん）は、1939年から1941年にかけて、多数の企画院職員・調査官および関係者が左翼活動の嫌疑により治安維持法違反として検挙・起訴された事件。企画院事件は、1939年以降の「判任官グループ」事件、および1940年以降の「高等官グループ」事件の複合体である。

## 経緯
1938年10月の京浜工業地帯の労働者による研究会に対する一斉検挙（「京浜グループ」事件）において、同研究会で講師を務めていた企画院属の芝寛（戦後、日本共産党東京都書記）が逮捕された。芝による自供をもとに、企画院内若手判任官による研究会（これ自体は同院内部で認可された小規模な勉強会であった）の存在が警察の認識するところとなり、これが「官庁人民戦線」の活動として扱われ、1939年11月から翌1940年までに岡倉古志郎・玉城肇ら4名が検挙された（「判任官グループ」事件）。
さらに1940年10月に企画院が発表した「経済新体制確立要綱」が財界などから赤化思想の産物として攻撃され、翌1941年1月から4月にかけて、原案作成にあたった稲葉秀三・正木千冬・佐多忠隆・和田博雄・勝間田清一・和田耕作ら中心的な企画院調査官および元調査官（高等官）が治安維持法違反容疑で逮捕され、検挙者は合計17名となった（「高等官グループ」事件）。
判任官グループのうち、芝は「京浜グループ」と企画院内研究会の双方に関与していたことから1940年実刑判決が下されたが、それ以外の被告には執行猶予つきの有罪判決が下された。高等官グループは検挙後約3年間拘禁されたのち保釈、敗戦後の1945年9月、佐多を除き全員に無罪判決が下された。
また、高等官グループ（元職員）として満鉄調査部員の川崎巳三郎が検挙されたことから、影響は同調査部にも波及することになった（満鉄調査部事件）。

## 背景と意義
この事件の背景として、1940年第2次近衛内閣に提出された「経済新体制確立要綱に関する企画院案」に対し、小林一三商工大臣らの財界人らが「赤化思想の産物」と非難したことがあげられる。この結果原案は骨ぬきにされ、さらに平沼内務大臣の方針によって企画院調査官・職員が検挙されることとなった。
被検挙者の多く（特に高等官）はかつて左翼運動に参加し、治安維持法違反によって検挙された経験を持つ「思想的前歴者」であるとともに、近衛文麿のブレイン集団である昭和研究会のメンバーとも重なっていた。彼らの政策提言は陸軍省軍務局からも支持を得ており、反対派はこうした動きを「国体と相容れないもの」として激しく排撃していた。

## 関連文献
- 奥平康弘　『治安維持法小史』　岩波書店〈岩波現代文庫〉、2006年。ISBN 4006001614。